# Johann Gutslaff
Johann Gutslaff, auch Johann(es) Gütslaff oder Gutsleff, (* in Daber, Hinterpommern; begraben 11. Märzjul. / 21. März 1657greg. in Tallinn) war ein deutschbaltischer Pastor und Schriftsteller. Er war einer der prägenden Gestalter der südestnischen Sprache (Võro).

## Ausbildung
Johann Gutslaff studierte Theologie an den Universitäten in Greifswald und Leipzig. Danach zog es ihn von Pommern ins Baltikum.

## Pastor
Er erlernte im nördlichen Livland sehr schnell die örtliche Sprache. 1639 verbrachte er ein Studienjahr an der erst sieben Jahre zuvor ins Leben gerufenen Universität Tartu. Ab 1642 war Gutslaff als Pastor in Urvaste tätig.

## Võro-Sprache
Von dem Gedanken geprägt, der lokalen bäuerlichen Bevölkerung die Bibel und den christlichen Glauben zu vermitteln, war Johann Gutslaff einer der prägenden Schöpfer der südestnischen Schriftsprache. 1648 erschienen in Tartu in lateinischer Sprache seine Observationes Grammaticae circa linguam Esthonicam, die erste systematischen Grammatik der Sprache.
Daneben übersetzte Gutslaff das Alte Testament in die südestnische Schriftsprache. Diese Arbeiten zwischen 1648 und 1656 blieben jedoch fragmentarisch und ungedruckt. Sein Sohn Eberhard und seine beiden Enkel Heinrich und Eberhard d. J. konnten 1715 zumindest eine Übersetzung des Neuen Testaments in die estnische Sprache vorlegen.
Neben einem Bericht über die Bauernaufstände von 1642 in Urvaste und Sõmerpalu verfasste Johannes Gutslaff wichtige Aufzeichnungen über den Volksglauben der damaligen Esten. 1644 wurde in Tartu sein Kurtzer Bericht und Unterricht von der Falsch-heilig genandten Bäche in Lieffland Wöhhanda gedruckt. Er schreibt darin über die Esten, dass sie über den christlichen Glauben nicht mehr wissen, als dass sie getauft sind. Wichtig ist das Buch vor allem für die Wiedergabe einer Beschwörung des heidnischen Wettergottes Pikne durch den Bauern Vihtla Jürgenilt aus Erastvere.
1656 siedelte Johann Gutslaff nach Tallinn über, wo er ein Jahr später an der Pest starb. 1973 wurde zu seinen Ehren an der Kirche von Urvaste eine Gedenktafel angebracht.